# Dominique Field
Dominique Field, né le 30 juillet 1954 à Boulogne-Billancourt est un luthier français, artisan de guitares.

## Biographie
Il commence par s’orienter vers le droit, avant de se tourner vers la musique. Il étudie huit ans au conservatoire du 17e arrondissement de Paris. C’est Ramon de Herrera qui lui enseigne le solfège et la guitare. La lutherie commence à l’intéresser au milieu des années 1970, il réalise sa première guitare en 1977 avec l’aide de Pierre Jaffré. 
Il côtoie en 1976 le luthier Guy Derat. En 1978 il ouvre son premier atelier à Paris au 16 rue Jean Cottin. Il y construit ses 78 premières guitares et restaure des instruments de collections. 
Robert Bouchet, qu’il avait rencontré en 1974, lui demande en 1982 de s’occuper de l’entretien des guitares de plusieurs clients. À la mort de celui-ci, Dominique Field hérite de plusieurs objets, dont Les cahiers d'Atelier, qu’il donne au Musée instrumental du conservatoire de musique de Paris en 1988. 
En 1987 il exporte ses guitares au Japon, chez le marchand Ozaki à Osaka puis en 1989 il collabore avec Nogami trading, marchand de Tokyo pour lequel il construit deux guitares par an. Cette collaboration s'achève en 1997. 
En 1991 il transfère son atelier au 12 rue Lécuyer.
En 2020 il transfère son atelier en Grèce, à Athènes

## Source
- Article sur guitarepassion.com